# Bangalore Challenger 1991
Il Bangalore Challenger 1991 è stato un torneo di tennis facente parte della categoria ATP Challenger Series nell'ambito dell'ATP Challenger Series 1991. Il torneo si è giocato a Bangalore in India dal 28 gennaio al 3 febbraio 1991 su campi in terra rossa.

## Vincitori

### Singolare
Frank Dennhardt ha battuto in finale  Vladimir Gabričidze 3-6, 6-4, 6-4

### Doppio
Vladimir Gabričidze /  Mihnea Năstase hanno battuto in finale  Sean Cole /  Martin Zumpft 2-6, 7-5, 6-3